# Tomás Flynn
Tomás Flynn Doyle fue futbolista y dirigente deportivo argentino. Desempeñó ambas ocupaciones en Rosario Central. Fue el hermano mayor del también jugador y presidente de la institución Federico Flynn.

## Carrera como futbolista
Desempeñándose como delantero, comenzó su carrera en el Club Atlético Belgrano de Rosario, llegando a Rosario Central en 1908. Si bien no se cuenta con información estadística completa de la época, consta que ha formado parte del plantel campeón de la Copa Nicasio Vila 1908, primer título oficial en la historia del club auriazul. Su participación en el primer equipo no se habría prolongado más allá.

## Período presidencial

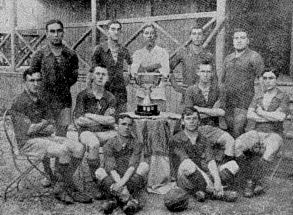
Equipo de Rosario Central en 1916.

Fue elegido presidente de Central en 1916, sucediendo a E. A. Ortelli. Bajo su mandato comenzó a formarse como directivo su hermano Federico, quien lo sucedería en el cargo.
En sus años como el máximo directivo del club de Arroyito, Rosario Central consiguió 3 copas nacionales oficiales de AFA y 2 Ligas Rosarinas de Primera división. Los tres lauros a nivel país fueron las copas Ibarguren 1915 (que se jugó en abril de 1916, cuando ya había iniciado su mandato), de Honor 1916 y de Competencia Jockey Club 1916.

## Clubes
| Club               | País      | Año       |
| ------------------ | --------- | --------- |
| Belgrano (Rosario) | Argentina | 1905-1907 |
| Rosario Central    | Argentina | 1908      |

## Palmarés

### Como jugador
| Equipo          | País      | Título            | Año  |
| --------------- | --------- | ----------------- | ---- |
| Rosario Central | Argentina | Copa Nicasio Vila | 1908 |

### Como presidente

#### Títulos nacionales
| Equipo          | País      | Título                          | Año  |
| --------------- | --------- | ------------------------------- | ---- |
| Rosario Central | Argentina | Copa Dr. Carlos Ibarguren       | 1915 |
| Rosario Central | Argentina | Copa de Honor                   | 1916 |
| Rosario Central | Argentina | Copa de Competencia Jockey Club | 1916 |

#### Títulos regionales
| Equipo          | País      | Título            | Año  |
| --------------- | --------- | ----------------- | ---- |
| Rosario Central | Argentina | Copa Nicasio Vila | 1916 |
| Rosario Central | Argentina | Copa Nicasio Vila | 1917 |